# Lemezképfájl
A lemezképfájl (angolul image file) egy olyan adatállomány mely egy fájlban tartalmazza egy teljes optikai lemez, teljes blokkeszköz vagy blokkeszköz adott partíciójának tartalmát, legyen az kép, hang, vagy másmilyen digitális adat.
A lemezképeket legtöbbször archiválásra, vagy a sokszorosítás megkönnyítésére használják. Az optikai lemezképek virtuális lemezmeghajtókkal is használhatóak, így kényelmesebbé téve a lemezek „kicserélését”. Ha egy lemezképfájlt ki szeretnénk írni optikai lemezre nem biztos hogy a legjobb megoldás kitömöríteni és az adatot kiírni, mert a kép tartalmazhat olyan adatokat ( pl.: boot szektor ) amit NEM lehet kitömöríteni ezért pl. a linux lemezképfájlok emódon való kiírása nem célravezető.
Egy lemezképfájl tartalmazhatja komplett merevlemez teljes tartalmát, boot-szektorral, partíciós táblákkal, fájlrendszerekkel. Virtuális gépnek megadható blokkeszközként, akár boot meghajtóként is. 

## Formátumok
- Valós bináris lemezkép (.BIN/.CUE – CDRWIN)
- Egysávos archívum (ISO)
- Többsávos archívum
  - (.NRG – Nero Burning ROM)
  - (.MDF/.MDS – Alcohol 120%)
  - (.DAA – PowerISO)
  - (.CCD/.DVD/.SUB – CloneCD)